# Drachmanns hus

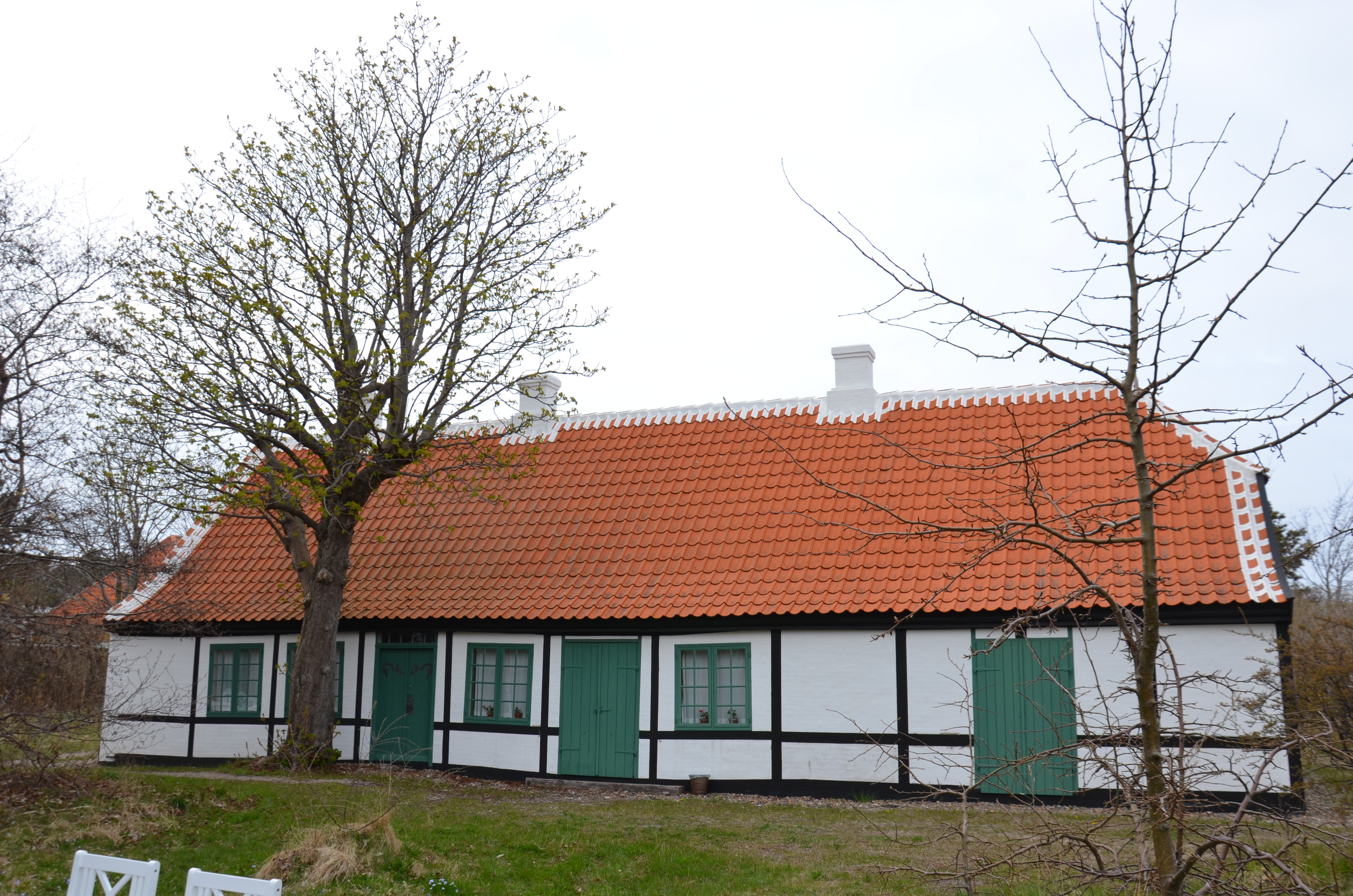
Drachmanns hus

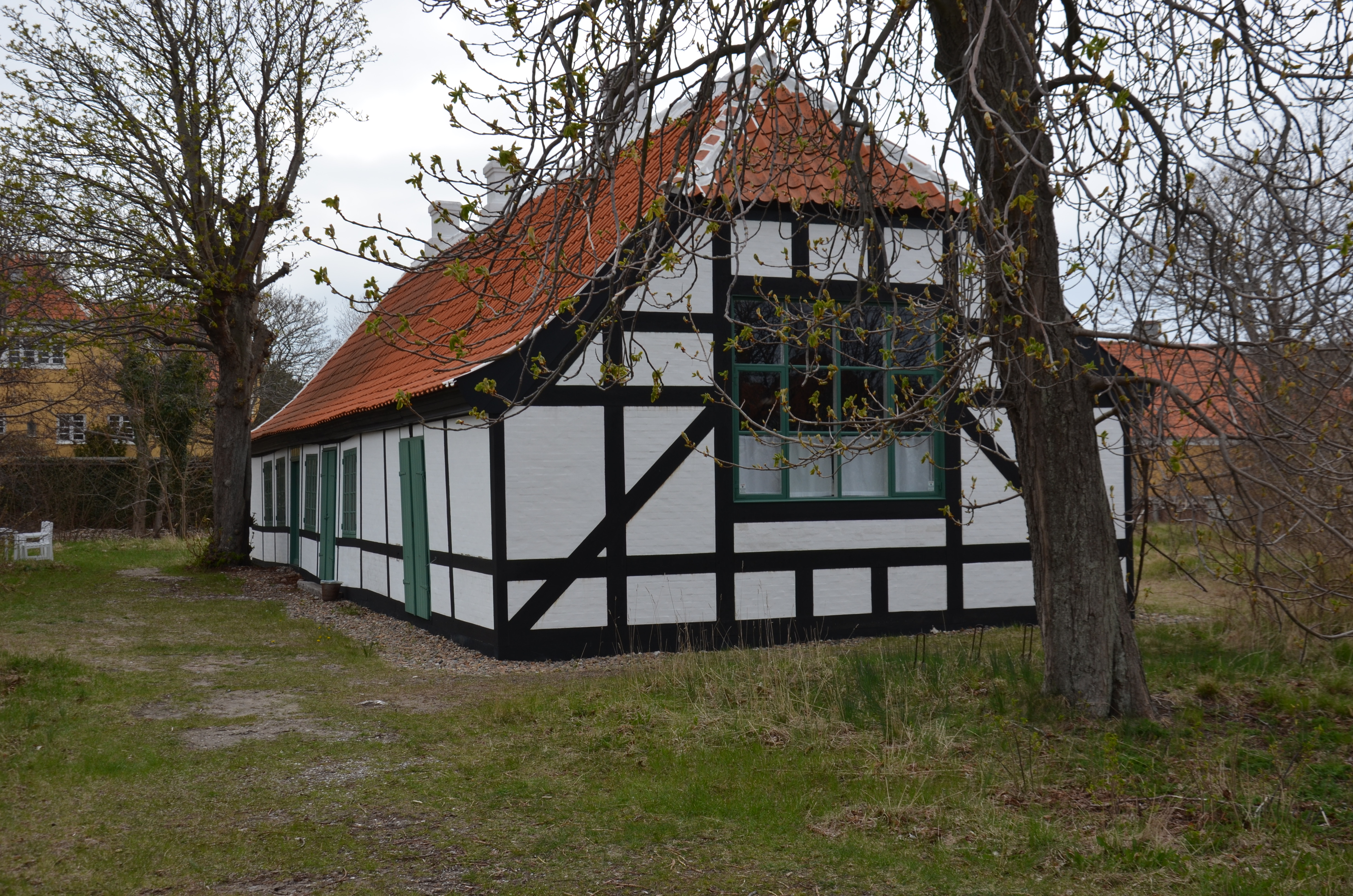
Drachmanns hus, gavel med ateljéfönster

Drachmanns hus, Villa Pax var Holger Drachmanns bostad i Skagen.
Drachmanns hus, som är uppfört 1828 av skolläraren Laurits Høm i Vesterby Skole, ligger vid Hans Baghs Vej i  Vesterby i Skagen. Holger Drachmann köpte det 1902 och byggde om det till bostad och ateljé. Han döpte det till Pax. 
Hans änka Soffi Drachmann sålde huset 1910 till  “Komiteen for Drachmanns Hus paa Skagen” och det öppnades för allmänheten i juni 1911. Merparten av inventarier, målningar och skisser är från den tid Holger Drachmann bodde i huset. Det är sommartid öppet som museum.